# Jean-Marc Pontier
Pour les articles homonymes, voir Pontier.
Jean-Marc Pontier est un auteur de bande dessinée, critique, enseignant et artiste plasticien français.  

## Biographie
Titulaire d'un doctorat en lettres modernes et de l'agrégation, Jean-Marc Pontier est professeur de français, parallèlement à ses activités artistiques. Il est membre fondateur de l'association Autres et Pareils, avec le poète Olivier Domerg, la romancière Emmanuelle Bayamack-Tam (alias Rebecca Lighieri) et la photographe Brigitte Palaggi. Né à Marmande, il grandit près de Marseille, à Septèmes-les-Vallons.

## Publications

### Romans et récits graphiques
- Le Chevalier Araignée (dessin), avec Vipaldo (scénario), éditions Iconophage, 2005
- Le Roi des Pingouins, éditions Iconophage, 2006
- Pièces Obliques, Les Enfants Rouges, 2009[3]
- Nouvelles Penchées, Les Enfants Rouges, 2010[4]
- Peste Blanche, Les Enfants Rouges, 2012[5]
- Bill Braxton, légende, Objectif Mars éditions, 2013
- Jean-Eudes, avec Bernard Valgaeren, Les Enfants Rouges, 2013[6]
- Les Panthères, Les Enfants Rouges, 2016
- Que dire?, avec Rebecca Lighieri (scénario), Les Enfants Rouges, 2019[2]
- Saint Trop' avec Christophe Girard (dessin) Les Enfants Rouges, 2020
- Beginnings, avec Aurélie Jeannin (textes), La Petite maison à plume, 2020
- Quartier réservé, Les Enfants rouges, 2022[7]
- Lo pas dau rainard (Le pas du renard), L'Aucèu libre, 2025

### Monographies
- Marcel Arnaud, peintre de Provence 1877-1956, avec Henri Feyt, préface de André Alauzen, Edisud, 1990
- Lectures de David B., monographie sur l'œuvre de David B., éditions PLG, novembre 2010[8]
- Nicolas de Crécy, périodes graphiques, monographie sur l'œuvre de Nicolas de Crécy, éditions PLG, avril 2012[9]
- Hergé, la part du lecteur, éditions PLG, avril 2016[10],[11],[12]

### Textes
- Pédaler, écrire, éditions Contre-Pied, par l'association Autres et Pareils, 2009
- Pédaler, écrire (saison 2), éditions Contre-Pied, par l'association Autres et Pareils, 2011

### Revues et ouvrages collectifs
- « Le Couloir », revue Ping-pong no 2, proposée par les éditeurs Les Enfants Rouges et Les éditions Charrette, 2008
- « Chambre Spéciale » (scénario), avec Aude Massot (dessin), Juke Box no 4, éditions Vanille Goudron, janvier 2013

### Ouvrages universitaires et articles
- Max Jacob et la création, actes du colloque d’Orléans, décembre 1995, publié aux éditions Jean-Michel Place en 1997, article « Max Jacob du poème au dessin, p. 215-222
- André Salmon, poète de l'Art Vivant, publication des actes du colloque organisé par le laboratoire Babel, les 2,3 et 4 avril 2009 à Toulon et Sanary, textes réunis par Michèle Monte avec la collaboration de Jacqueline Gojard,  Université du Sud, La Garde, Faculté de Sciences Humaines, Laboratoire Babel, coll. Var et poésie, no 8, 2010
- les Cahiers Max Jacob, revue de critique et de création, Actes du colloque international, 26 et 27 novembre 2010, Max Jacob épistolier, la correspondance à l'œuvre, article p. 170-180 Les dessins dans la correspondance de Max Jacob, Université et Médiathèque d'Orléans, octobre 2013 "Le Cornet à dès enluminé pour Paul Bonet" (avec Patricia Sustrac),Cahiers Max Jacob n°17/18, 2017, pp.193-209
- Edgar Mélik, la part méconnue de l’œuvre : « Les écrits d’Edgar Mélik », catalogue du musée Edgar Mélik de Cabriès, novembre 2013, p. 15-31
- Les Cahiers Max Jacob n° 19-20, "Max Jacob croque le cirque", pp.241-251
- Articles divers dans les revues en ligne Poésibao et Diakritic
- Dictionnaire Max Jacob, éd Classiques Garnier (articles concernant le dessin et la peinture)